# Simon Levie
Simon Hijman Levie (Dieren, 17 januari 1925 – Amsterdam, 12 juli 2016) was een Nederlands kunsthistoricus, museumdirecteur en een van de oprichters van het Rembrandt Research Project.

## Levensloop
Als twintigjarige wist Simon Levie het concentratiekamp Bergen-Belsen te overleven. Na de Tweede Wereldoorlog ging hij kunstgeschiedenis studeren in Italië. In 1952 promoveerde hij aan de Universiteit van Bazel op het werk van Daniele Ricciarelli da Volterra, tijdgenoot van Michelangelo. Daarna keerde Levie terug naar Nederland, waar hij aan het Utrechtse Kunsthistorisch Instituut verbonden was en van 1953 tot 1958 de functie conservator van de afdeling schilderijen van het Utrechtse Centraal Museum bekleedde.
In 1955 ontmoette hij Mary Lion, met wie hij in het huwelijk trad. Nadat de gemeente Amsterdam de leegstaande gebouwen van het voormalig Burgerweeshuis had aangekocht om daar het Amsterdams Historisch Museum in te vestigen, benoemde zij in 1963 Levie als directeur. Tevens kreeg hij de leiding over Museum Willet-Holthuysen. Met zijn vrouw en drie kinderen verhuisde Simon hiervoor van Utrecht naar Amsterdam. Toen de restauratie en inrichting van het nieuwe Amsterdams Historisch Museum was afgerond, volgde hij in 1975 dr. Arthur van Schendel jr. op als hoofddirecteur van het Rijksmuseum te Amsterdam.
In 1989 ging Levie met pensioen, na een directeurschap van ongeveer veertien jaar bij het Rijksmuseum, in welke periode hij ook interim-directoraten voerde van het Amsterdams Historisch Museum en het Van Goghmuseum.
Na zijn pensionering heeft Levie in de loop der jaren als gastconservator tentoonstellingen samengesteld, bij het Centraal Museum (1995), het Amsterdams Historisch Museum (2001) en het Museum voor hedendaagse Aboriginal kunst (2003). Lang bleef hij nog schilderijen keuren voor de TEFAF.
Hij overleed op 91-jarige leeftijd in Amsterdam en werd gecremeerd op Westgaarde in Amsterdam Nieuw-West.

## Onderscheidingen
- Eremedaille voor Kunst en Wetenschap in de Huisorde van Oranje
- Ridder in de Orde van de Nederlandse Leeuw